# BMW F07
BMW F07 eller BMW 5-serie Gran Turismo (även BMW 5-serie GT) är en personbil av typen halvkombi, tillverkad av den tyska biltillverkaren BMW mellan 2009 och 2017.
BMW F07 delar bottenplatta och interiör med 7-serien F01, och har andra likheter med 5-serien F10. F07 skiljer sig från dessa modeller med att såväl sitthöjd som bilens totala höjd är högre.
Bilarna i F07-serien är standardmässigt utrustade med bland annat en 8-växlad automatlåda, en tvådelad bagagelucka och karmfria dörrar, samt som tillval även bland annat fyrhjulsdrift, panoramatak och BMW:s olika system för förarassistans och energieffektivitet.
Modellen fick en ansiktslyftning från årsmodell 2013.

## Motor
| Modell  | Årsmodell | Motor                    | Cylindervolym | Effekt     | Bränslesystem            |
| ------- | --------- | ------------------------ | ------------- | ---------- | ------------------------ |
| 520d GT | 2013-17   | N47: 4-cyl radmotor DOHC | 1995 cm³      | 184 hk     | Common rail turbodiesel  |
| 530d GT | 2010-17   | N57: 6-cyl radmotor DOHC | 2993 cm³      | 245-258 hk | Common rail turbodiesel  |
| 535d GT | 2010-17   | N57: 6-cyl radmotor DOHC | 2993 cm³      | 299-313 hk | Common rail turbodiesel  |
| 535i GT | 2010-17   | N55: 6-cyl radmotor DOHC | 2979 cm³      | 306 hk     | Direktinsprutning, turbo |
| 550i GT | 2010-17   | N63: 8-cyl V-motor DOHC  | 4395 cm³      | 408-450 hk | Direktinsprutning, turbo |

## Bilder

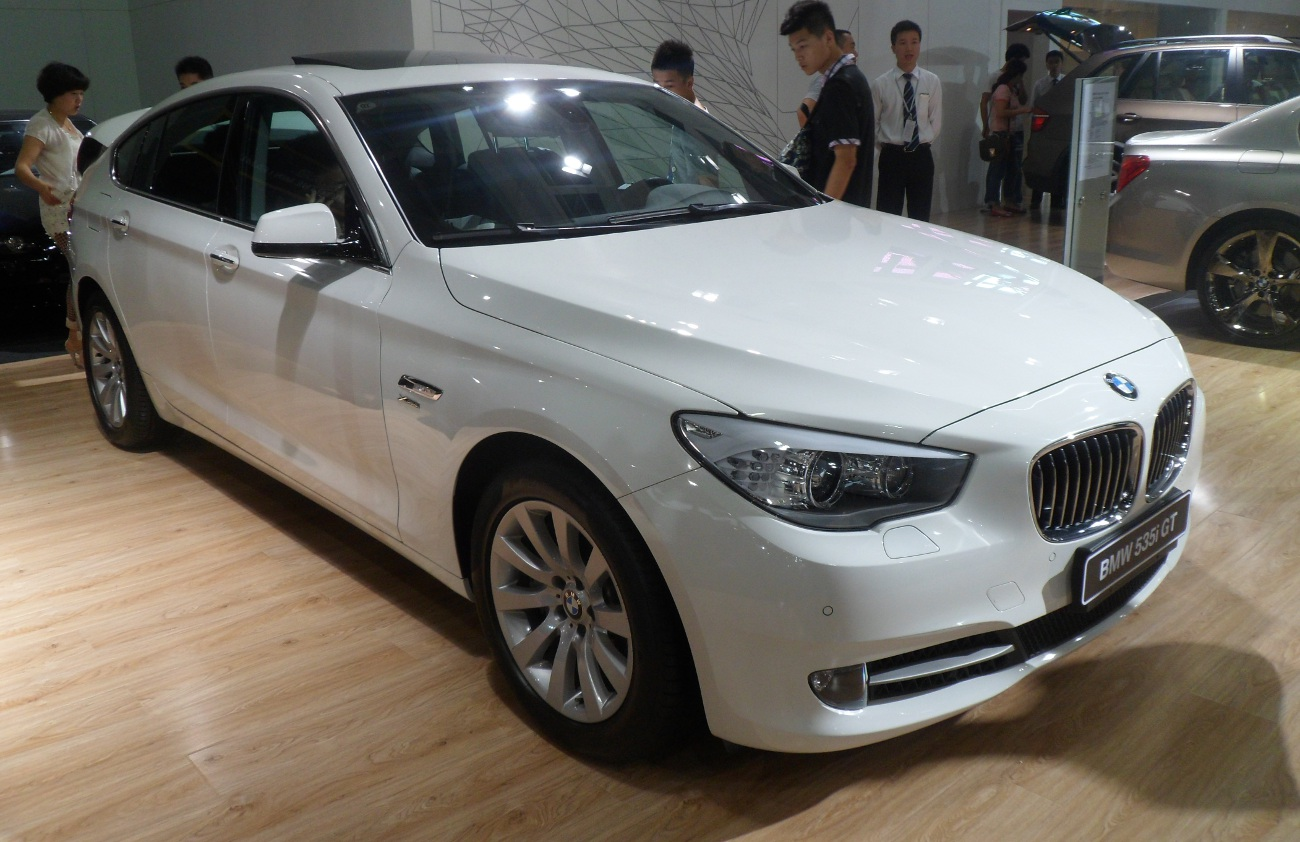
535i GT
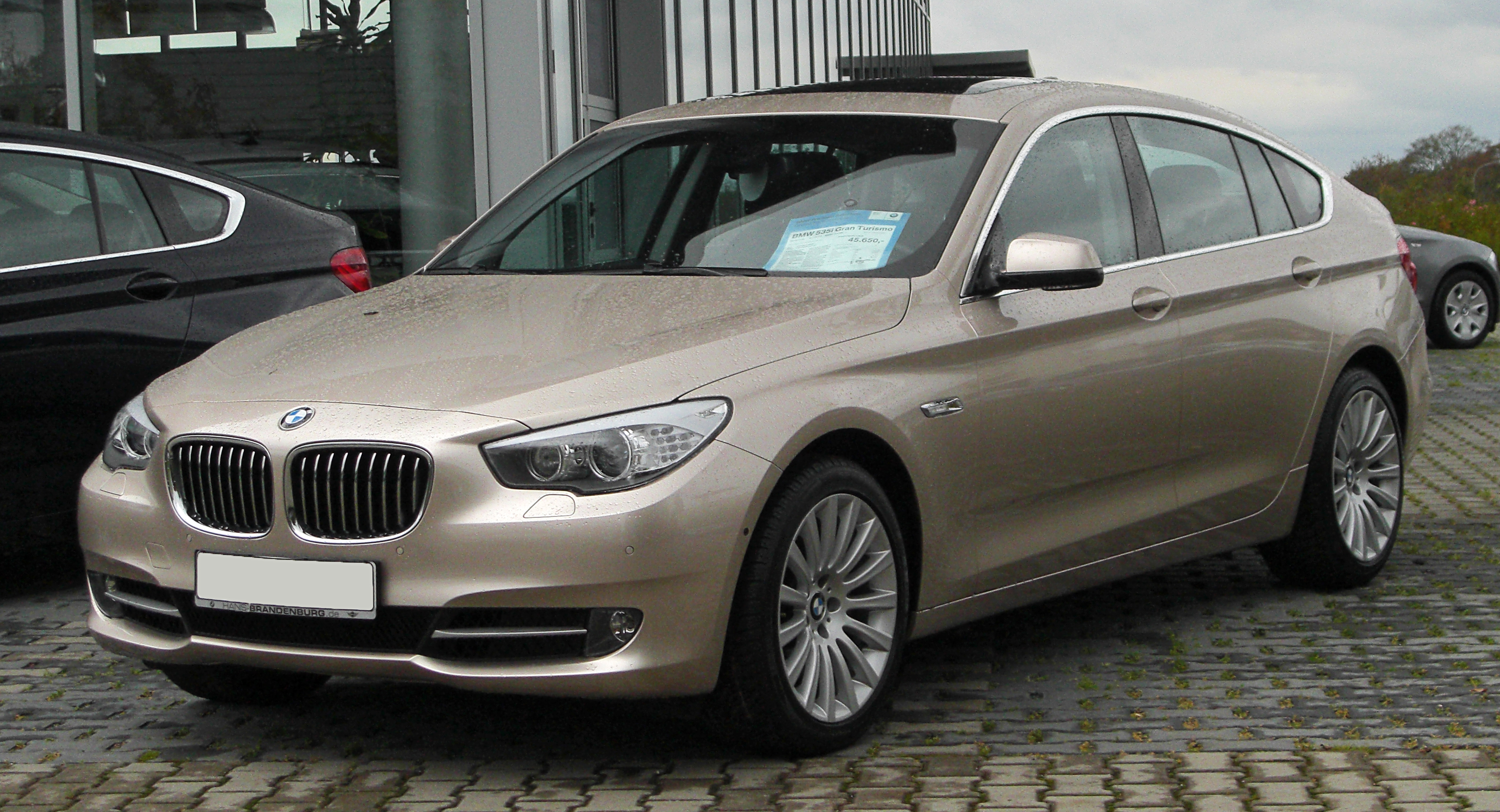
535i GT
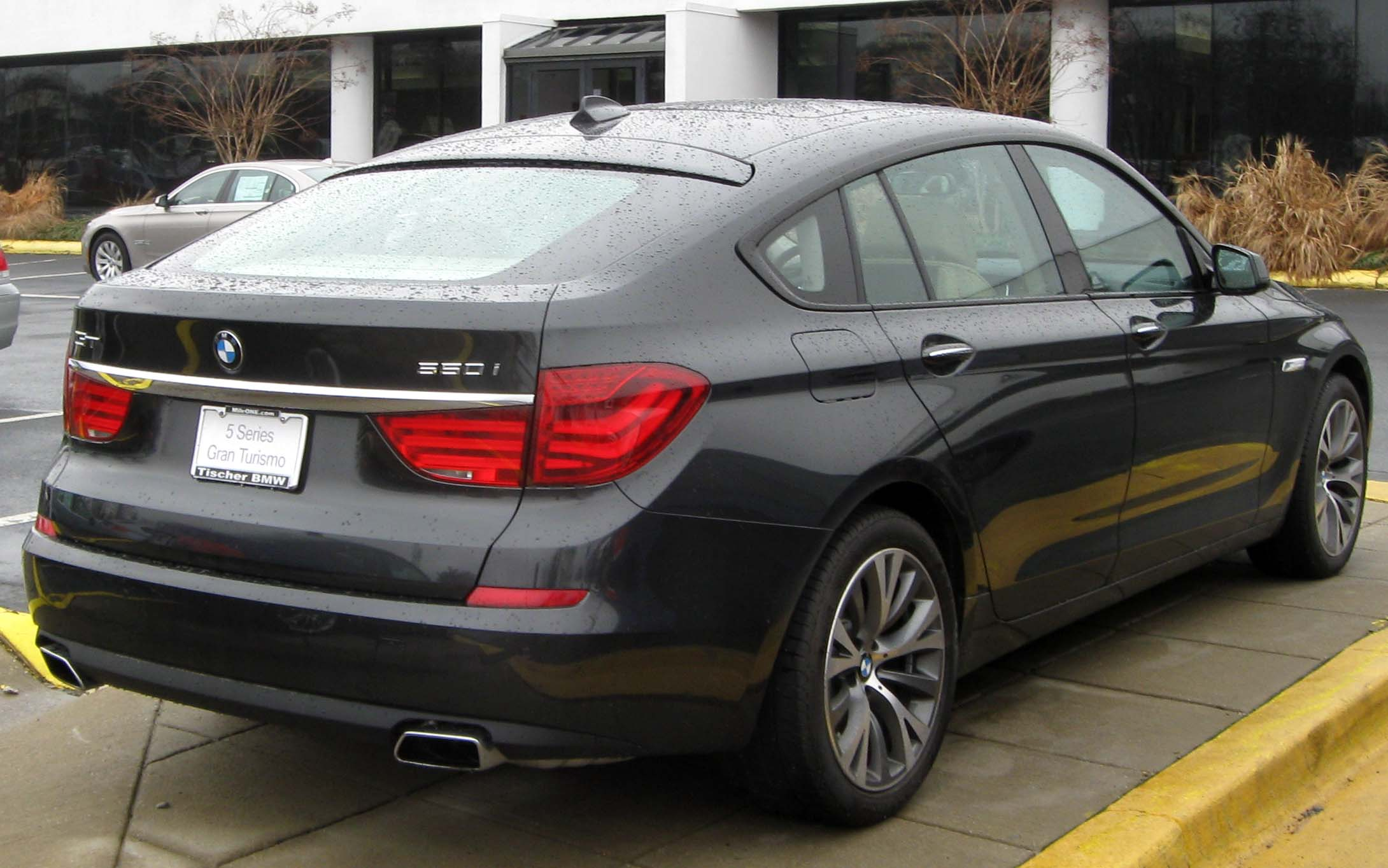
550i GT
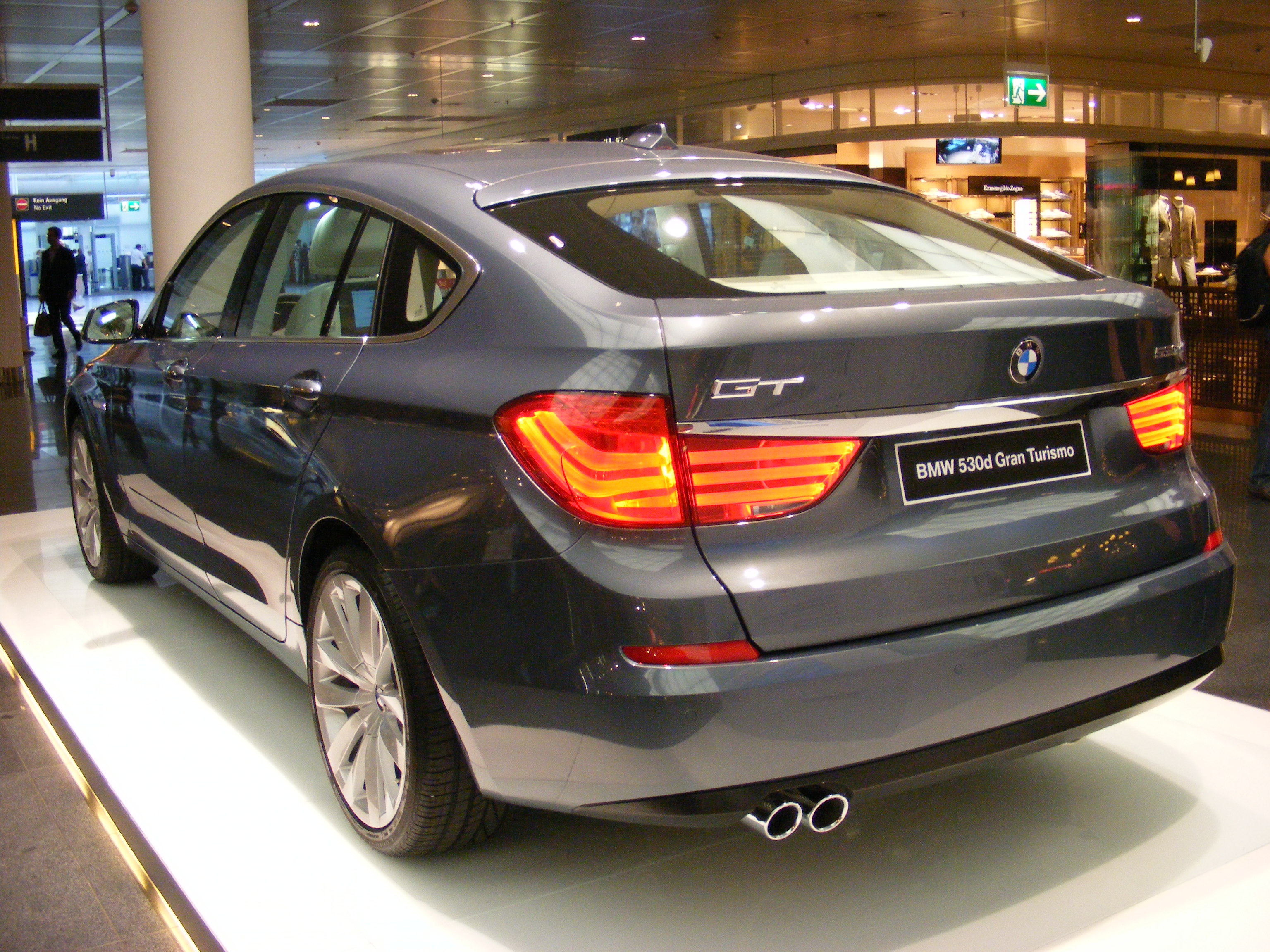
530d GT
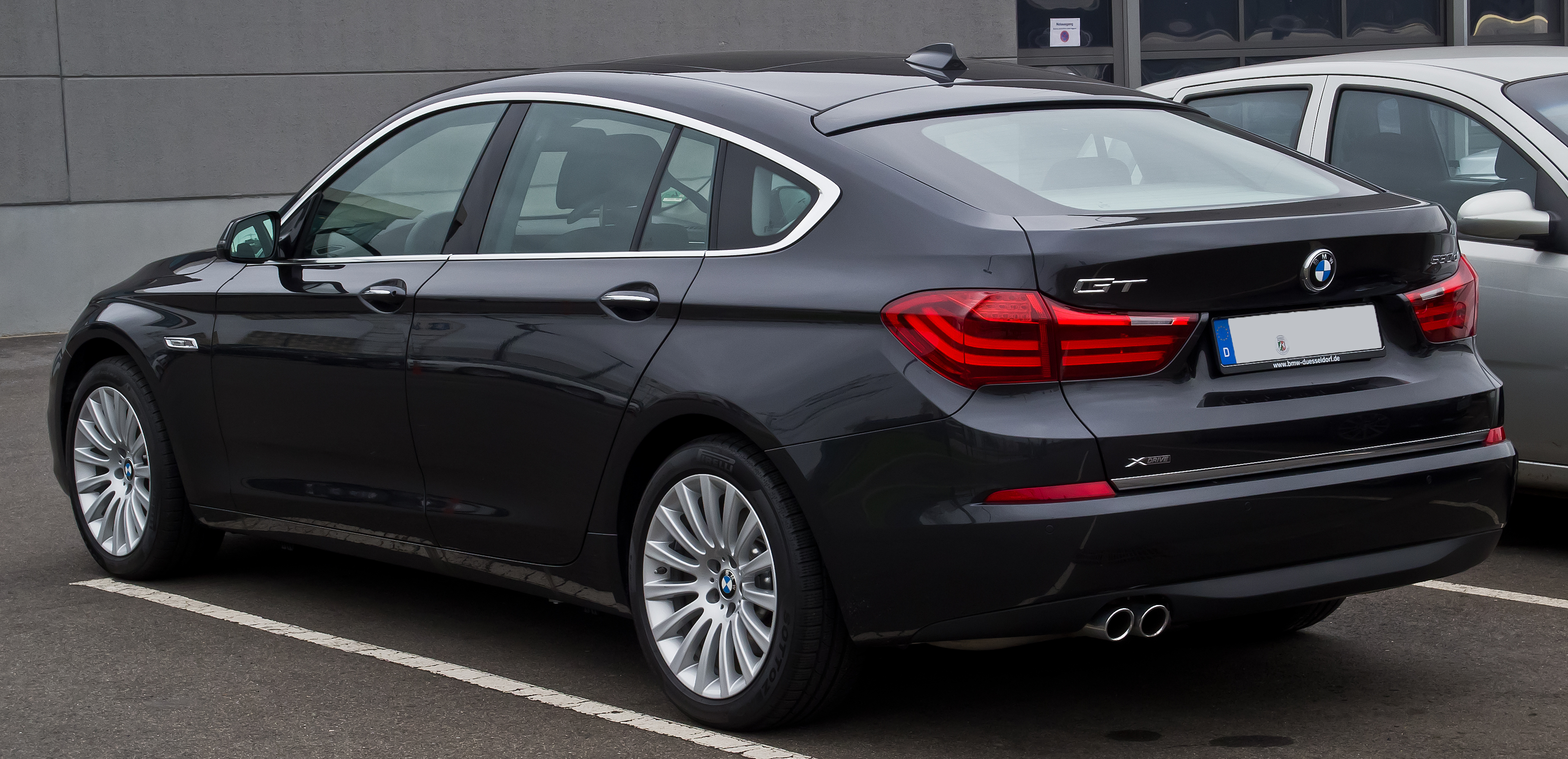
530d GT - ansiktslyft
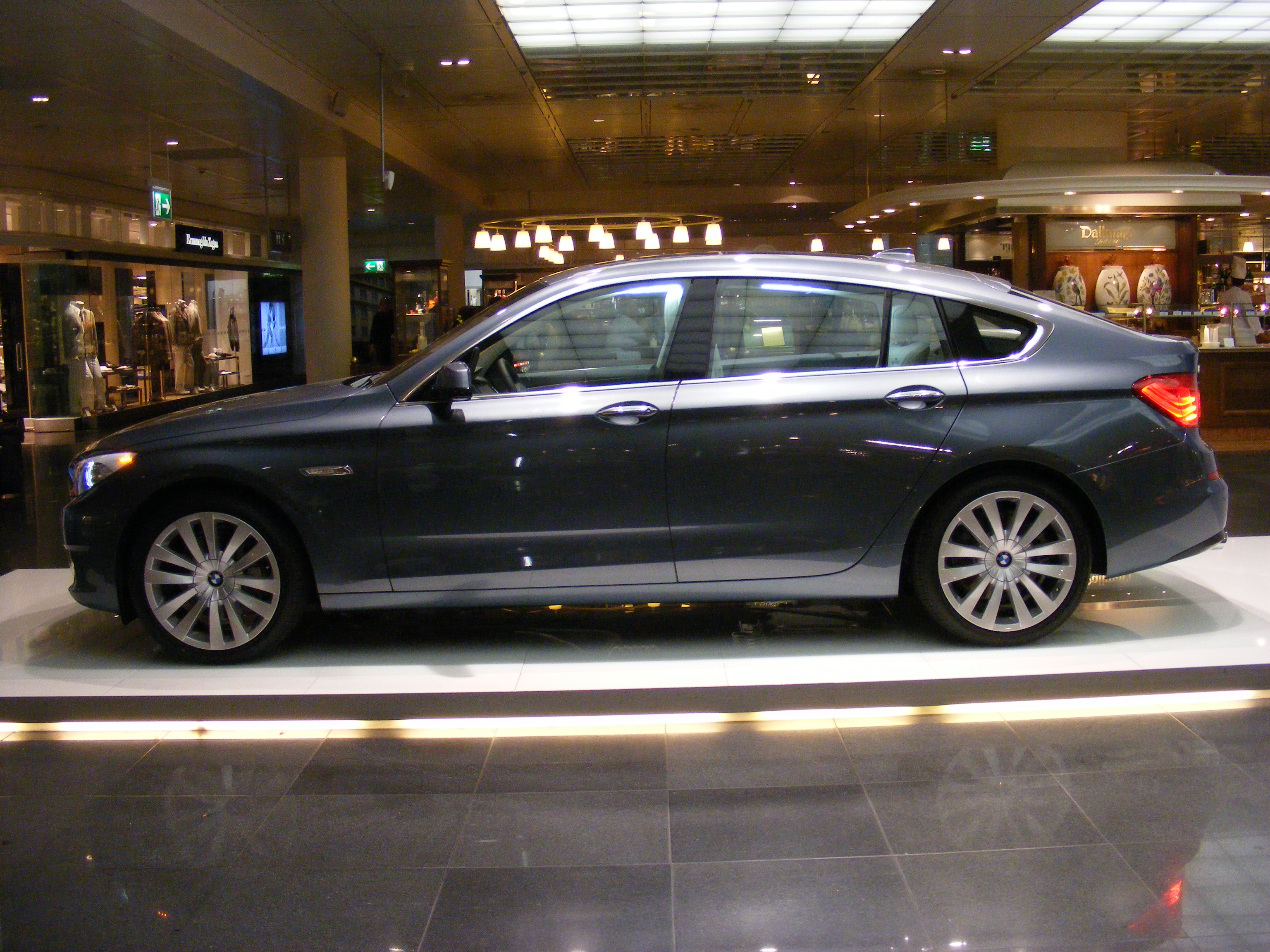
530d GT - från sidan
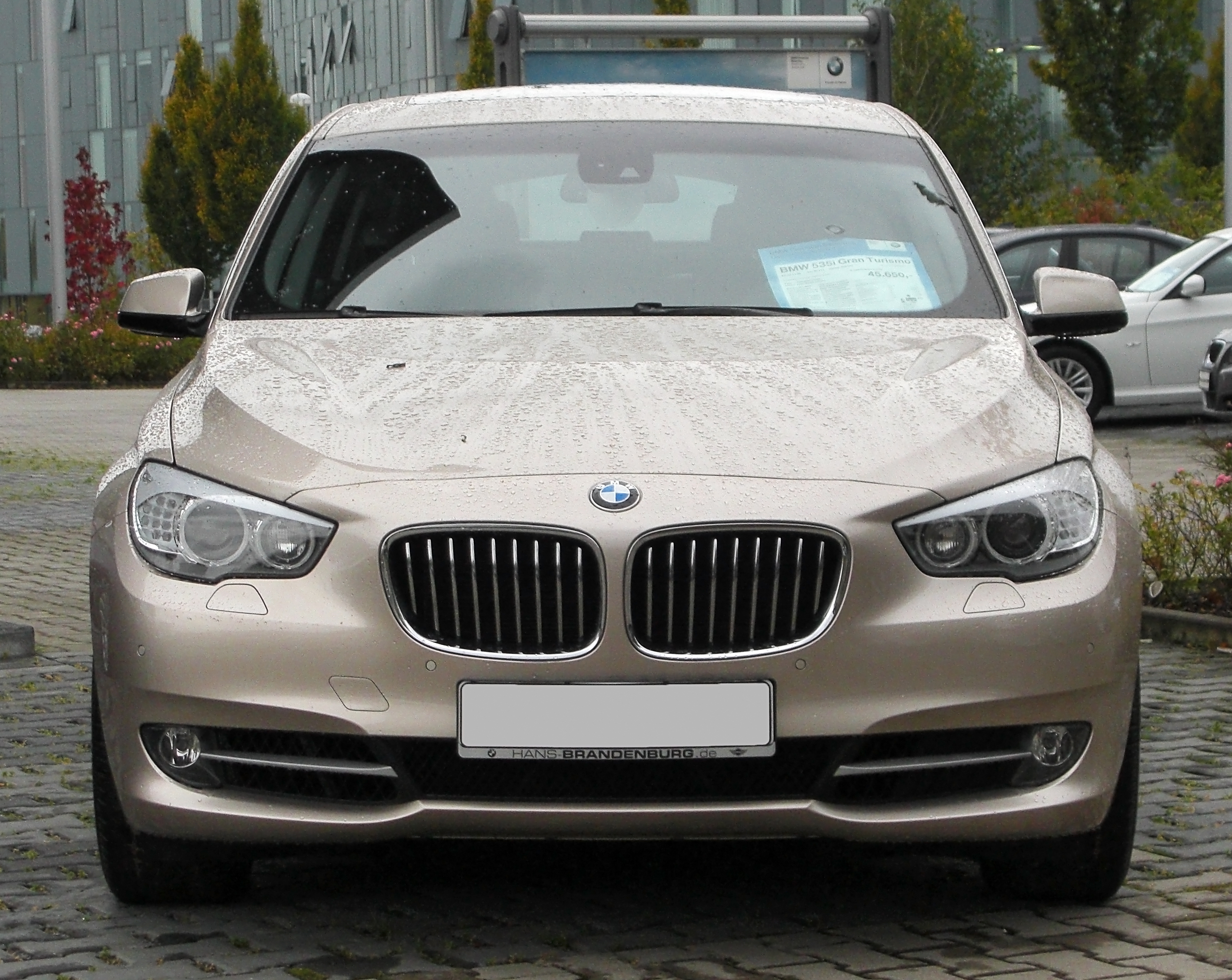
535i GT - framifrån
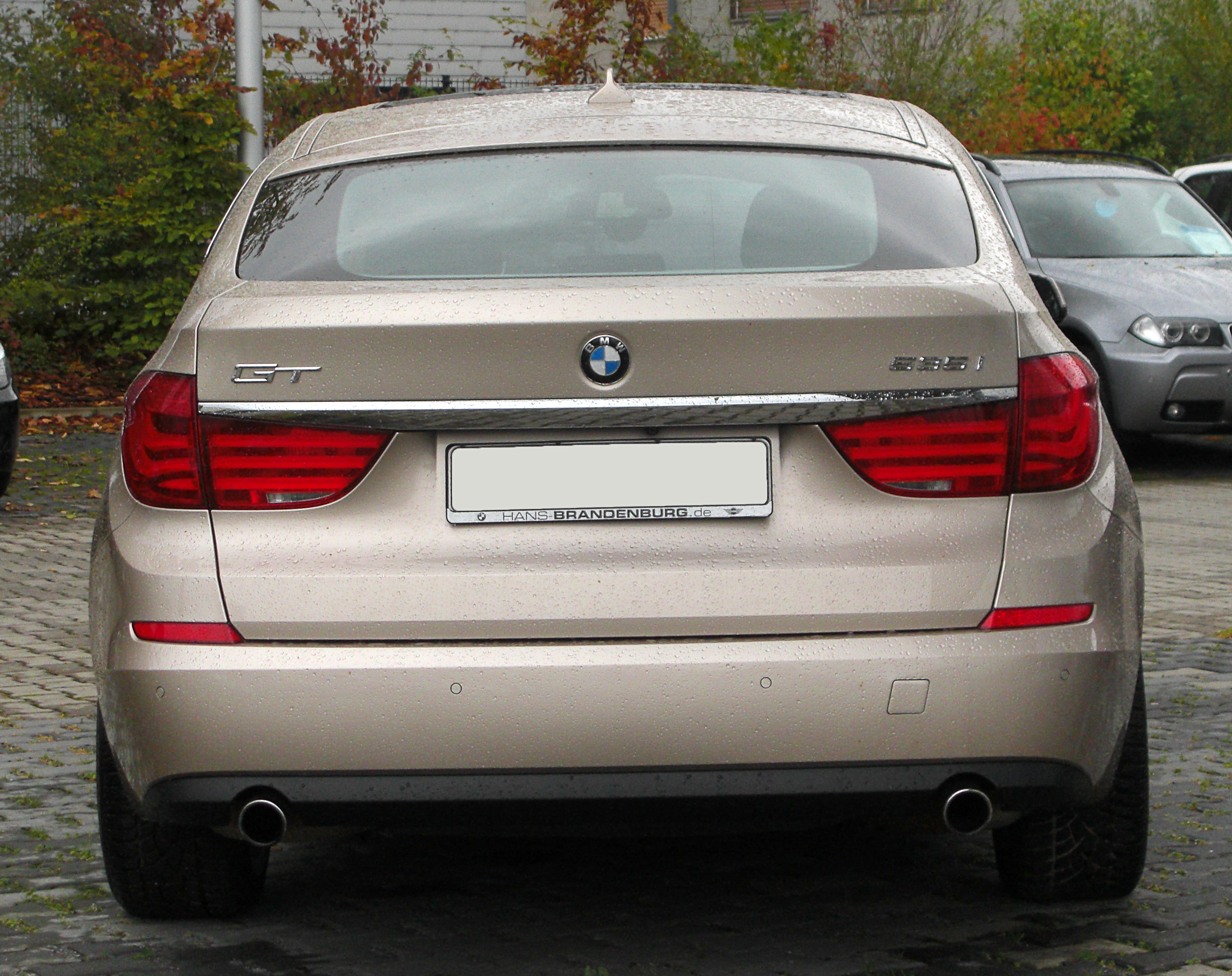
535i GT - bakifrån
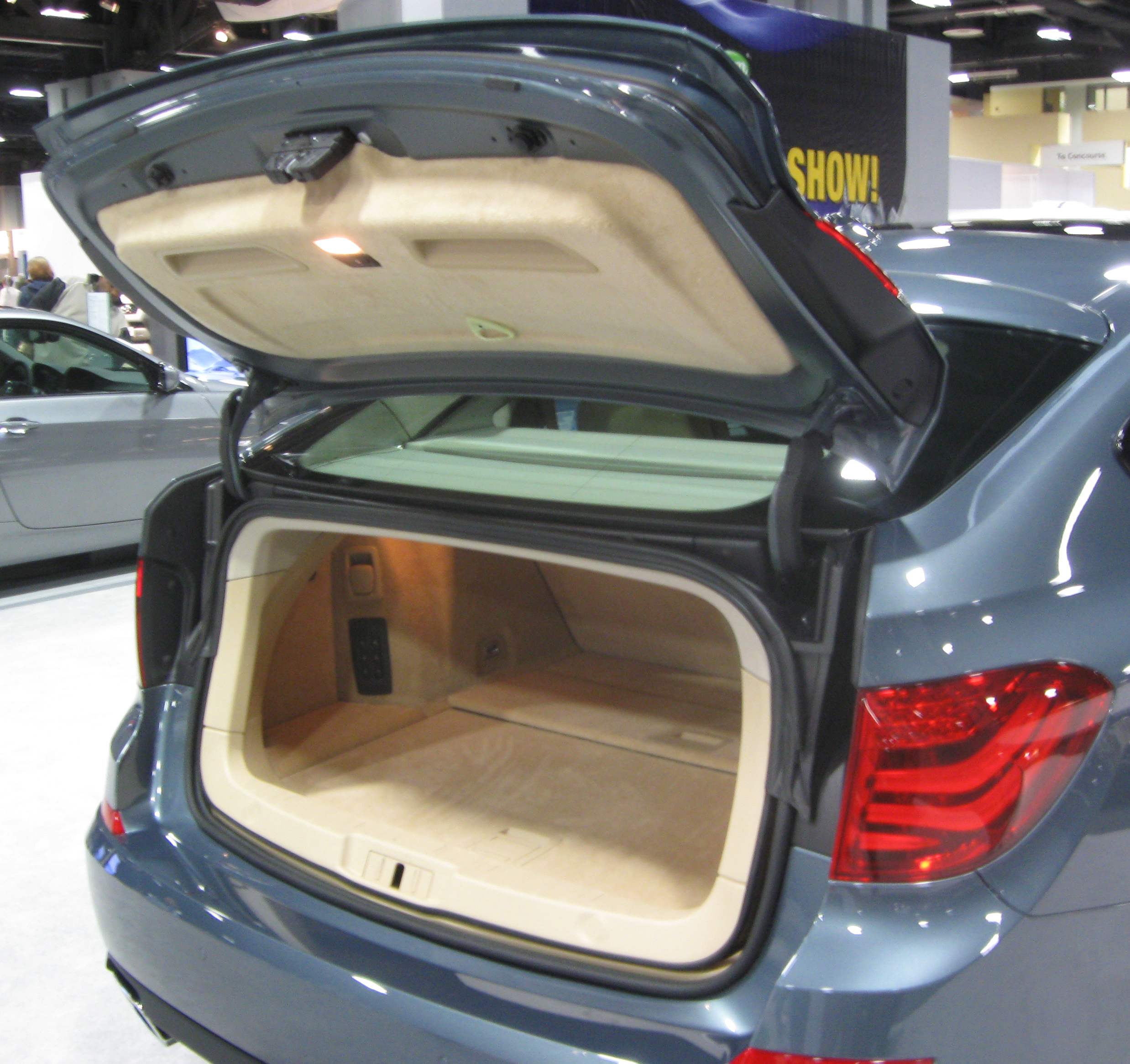
550i GT - bagageluckans nedre del öppnad
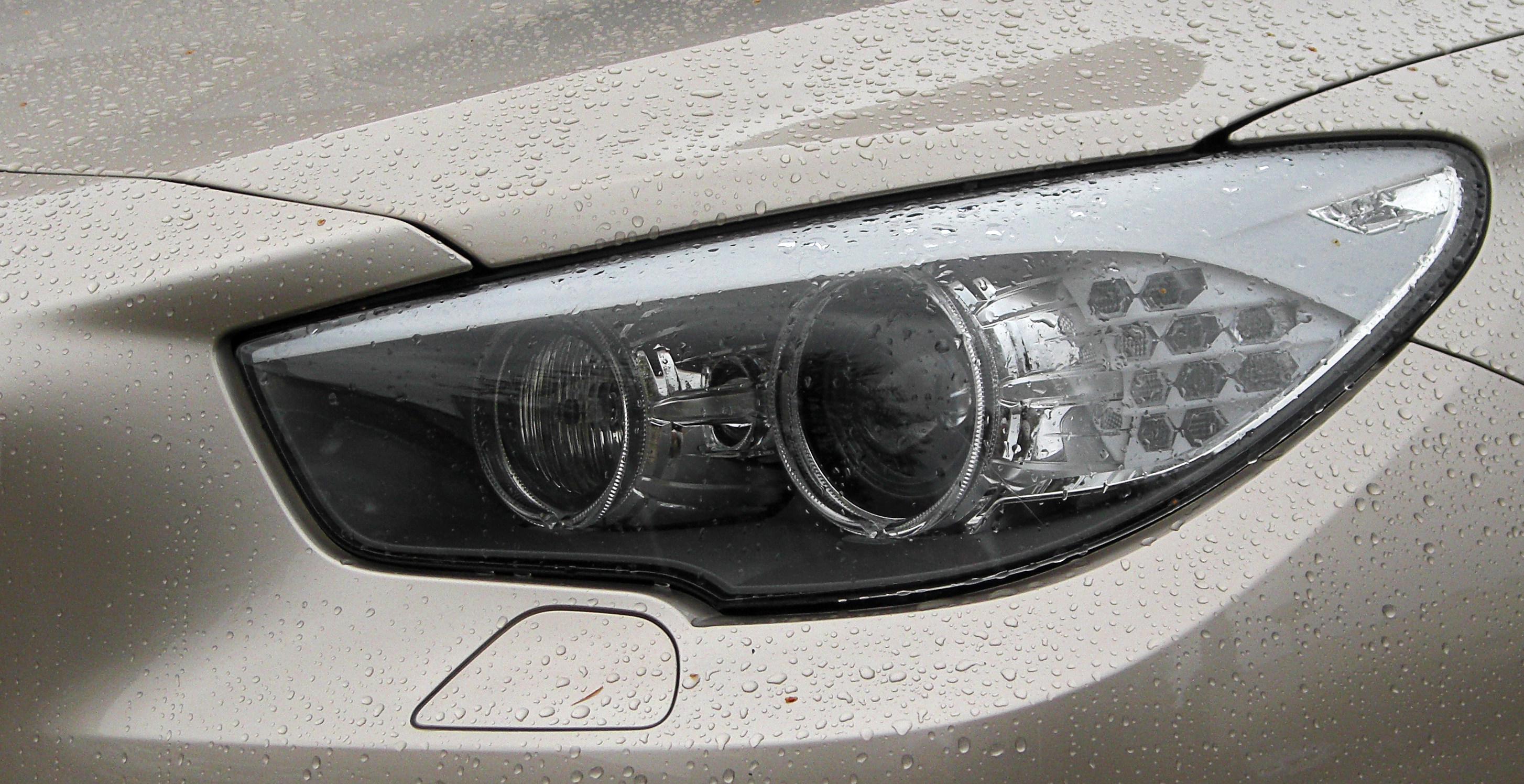
535i GT - strålkastare